# Barber (Curaçao)
Barber is een dorp op Curaçao, gelegen op een knooppunt van wegen in het westen van het eiland dat bekend staat als Bandabou.  Barber wordt informeel gezien als het belangrijkste dorp van Bandabou.
De naam 'Barber' verwijst naar een voormalige plantage met de naam Plantage Barbara, gesticht in 1711 door Barbara Boom-Exteen. Zij was de dochter van Jurriaan Jansz Exteen, eigenaar van de nabijgelegen Plantage Ascencion. In de loop van de tijd verbasterde de naam van de plantage tot Barber.
In 1827 bouwde Pastoor Nieuwindt in Barber de eerste rooms-katholieke kerk buiten Willemstad en hield er verboden kerkdiensten voor slaven. Ook kocht hij in 1833 plantage Barber en werd Landhuis Barber ingericht als seminarie en school. De plantage werd vervolgens in 1913 door de Curaçaose overheid overgenomen, maar het landhuis bleef in het bezit van de kerk en is in gebruik als pastorie.
Barber is bekend om zijn markt waar veel mensen die 's zondags naar Bandabou gaan even stoppen om te ontbijten. Daarnaast kent het dorp, samen met Westpunt, de enige kerkhoven van Bandabou. Bovendien heeft Barber het enige politiestation met cellen voor gevangenen, brandweerpost en ambulancepost in dit westelijk gedeelte.
Een bekende bezienswaardigheid gelegen achter de pastorie is het park Hòfi pastor ("boomgaard van de pastoor"), met de oudste kapokboom van Curaçao, waarvan de leeftijd afhankelijk van welke bron gebruikt wordt geschat wordt op 300, 400 of 800 jaar oud. De wortels liggen als massieve muren deels boven de grond. Tevens zijn er mangobomen, knippa's en andere tropische fruitbomen aangeplant.
In 1991 werd het plein Parke Himno i Bandera geopend, dat gewijd is aan de Curaçaose vlag en het volkslied. Sinds 2013 is er het openluchtmuseum Kas di Pal'i Maishi.
Het lokale voetbalteam, Centro Sosial Deportivo Barber (afgekort Centro Barber of CSDB), is een van de bekendste van het eiland. Jaren achtereen hebben zij het Curaçaose kampioenschap gewonnen.

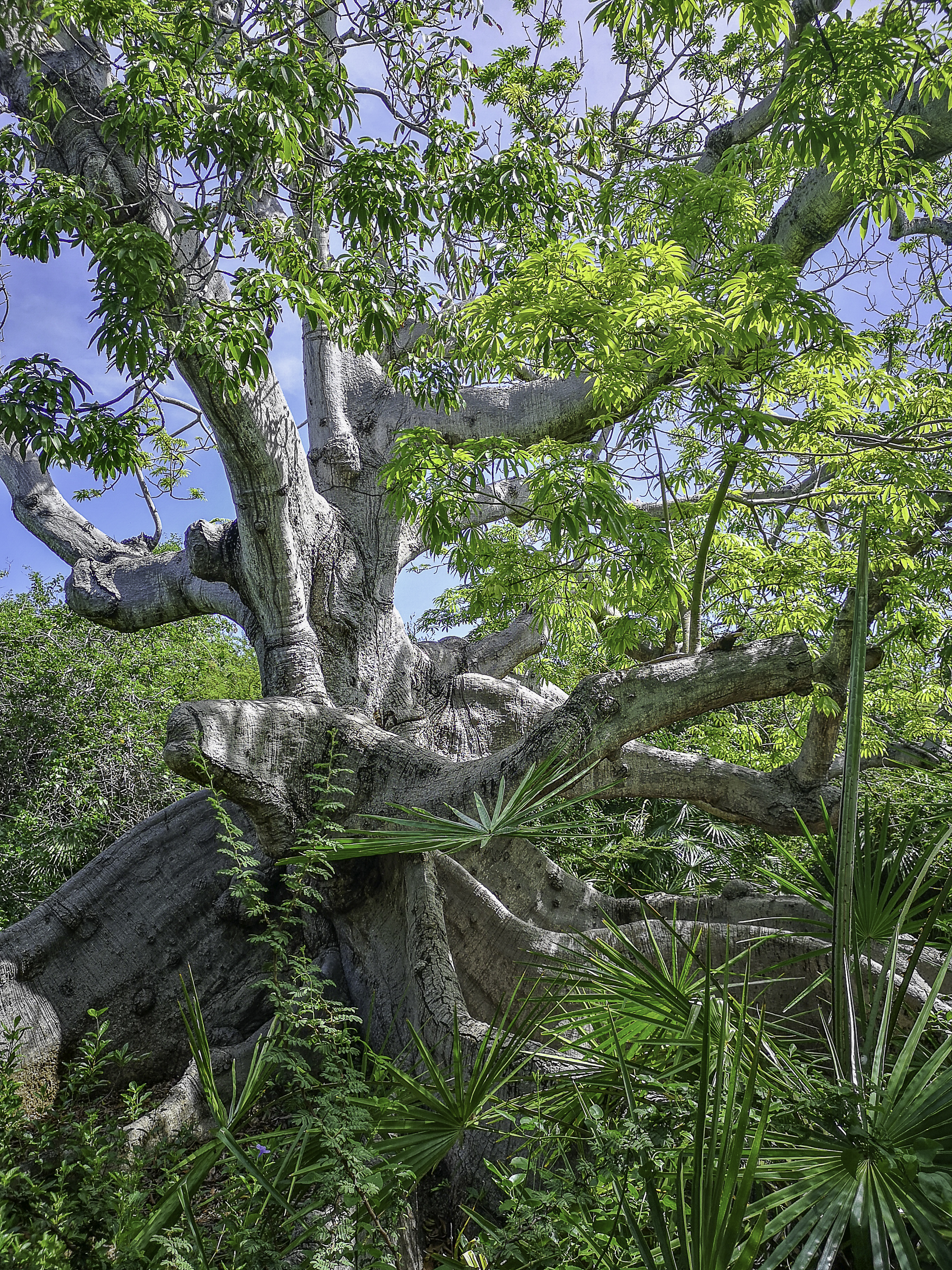
De kapokboom in Hòfi pastor